# Partido Republicano Nacionalista (Surinam)
El Partido Republicano Nacionalista (en neerlandés: Partij Nationalistische Republiek, PNR) fue un partido político surinamés, que existió desde 1959 hasta 1980.

## Historia
En 1951, estudiantes surinameses en los Países Bajos fundaron la asociación cultural Wi Eigi Sani ("nuestras propias cosas"). En 1959, la asociación se convirtió en un partido político bajo el nombre de "Partido Republicano Nacionalista" (PNR), y comenzó sus actividades en el territorio de Surinam. En las elecciones parlamentarias de 1969, el partido obtuvo un escaño, ocupado por Eddy Bruma. En 1973, en una coalición con el Partido Nacional de Surinam, el partido ganó 4 escaños en el parlamento. El partido ocupó tres ministerios en el gabinete de Henck Arron entre 1973 y 1977.
En 1977, la coalición se separó y el Partido Republicano Nacionalista fue a las elecciones de forma independiente, sin recibir escaños en el parlamento. El 25 de febrero de 1980, un golpe militar dirigido por el sargento Dési Bouterse derrocó al gobierno de Arron. Bouterse comenzó a gobernar Surinam como jefe del "Consejo Militar Nacional", creado por él. Disolvió el parlamento, abolió la constitución, introdujo un estado de emergencia en el país y creó un tribunal especial que examinó los asuntos de los miembros del gobierno anterior y los grandes empresarios. Los miembros del Partido Republicano Nacionalista eran miembros del Consejo Militar Nacional. El miembro del partido Henk Chin A Sen fue incluso Presidente de Surinam del 15 de agosto de 1980 al 4 de febrero de 1982. Después de la restauración de la democracia en 1987, el partido no fue refundado. Se considera que el Partido Laborista Surinamés es el sucesor legal del Partido Nacionalista Republicano.